# Thondi
Thondi là một thị xã panchayat của quận Ramanathapuram thuộc bang Tamil Nadu, Ấn Độ.

## Nhân khẩu
Theo điều tra dân số năm 2001 của Ấn Độ, Thondi có dân số 15.298 người. Phái nam chiếm 49% tổng số dân và phái nữ chiếm 51%. Thondi có tỷ lệ 69% biết đọc biết viết, cao hơn tỷ lệ trung bình toàn quốc là 59,5%: tỷ lệ cho phái nam là 76%, và tỷ lệ cho phái nữ là 63%. Tại Thondi, 15% dân số nhỏ hơn 6 tuổi.